# John Venn
John Venn, tên đầy đủ là Jonh Archiblad Venn, (4 tháng 8 năm 1834 - 4 tháng 4 năm 1923) là nhà toán học, nhà triết học người Anh và là người đã sáng tạo ra biểu đồ Ven. Biểu đồ do ông sáng tạo ra, ngày nay đã được sử dụng trong nhiều lĩnh vực, bao gồm cả lý thuyết tập hợp, xác suất, luận lý học, khoa học Thống kê, và khoa học máy tính.